# Ischnothyreus bipartitus
Ischnothyreus bipartitus là một loài nhện trong họ Oonopidae.
Loài này thuộc chi Ischnothyreus. Ischnothyreus bipartitus được Eugène Simon miêu tả năm 1893.